# 卡瓦爾納
卡瓦爾納（保加利亞語： / Kavarna）是位於保加利亞東北部的城市，也可以指以卡瓦爾納為中心的行政區。屬多布里奇州。位於多布羅加地區，黑海沿岸，是一座海濱度假都市。2009年12月，卡瓦爾納有人口11,397人。卡瓦爾納位於歐洲高速公路E87沿線，距瓦爾納有64公路，距多布里奇有49公里。有小型遊艇港和釣魚場、海灘和度假設施。觀光景點有位於城西數公里處的卡利亞克拉海岬和盧薩卡海灘度假區。卡瓦爾納有三處18洞的高爾夫球場，也有別墅住宅區和遊船碼頭。高爾夫球場中有兩座是由加里·普萊爾設計，一座是由伊恩·伍斯南設計。

## 地理
卡瓦爾納地形平坦，有著42公里長的海岸線。沿海岸有數個小沙灘及人工沙灘。奇拉庫曼山（ / Gore Chirakman）是一座突入海中，幾近垂直的急峻山峰。在平地上克看到要塞、建築、教堂、墓地的遺跡。另外，這一地區還有很多礦泉。
卡瓦爾納附近地區適合展開生態旅遊，在這裡展開有對植物和海豚及多種魚類進行觀察和攝影的旅遊。由於這裡有多種鳥類棲息，因而來自各地的旅行者來聚集到卡利亞克拉岬，亞伊拉塔是保加利亞最大的鳥類觀光目的地。

## 歷史
卡瓦爾納建設于前5世紀，當時是古希臘的殖民地，城市在當時的名稱是拜佐奈（Byzone）或比佐奈（Bizone）。前3世紀時，卡瓦爾納是當地的色雷斯人和希臘人進行貿易的重要據點。雖然由於有急峻的懸崖，卡瓦爾納並不適合建設港灣，然而由於當地色雷斯人生產的小麥品質頗高，卡瓦爾納是保加利亞沿海地區極具魅力的貿易據點。
在前1世紀的後期，城市遭遇了大地震并沉入海中。奇拉庫曼的先端部份也在地震中震毀，許多人們被捲入黑海之中。
2005年，對卡瓦爾納海域的海底進行了調查。調查的結果顯示，比佐奈的羅馬城市阿森-薩爾金（Asen Salkin）在過去曾兩次沉入海底。潛水員們還確認了卡瓦爾納海域中沉沒的城市的的界線。在海底發現了民宅的遺跡。考古學家通過尋找到的石材和牆壁的破片得出結論：發現的城市是在前2世紀之後沉沒的。據調查的代表表示，這一居住地和前1世紀的地震並無關係。在海底的遺跡發現的證據可能是其他地方的文物，可能是海平面上升及地層的變動而帶來的。在1世紀至2世紀期間這裡的海平面持續上升，這一期間海平面上升了4米，城市可能因此而沉入海底。
在古羅馬時代，城市實現了復興并快速發展，人們重建了住宅區并改良了港口。

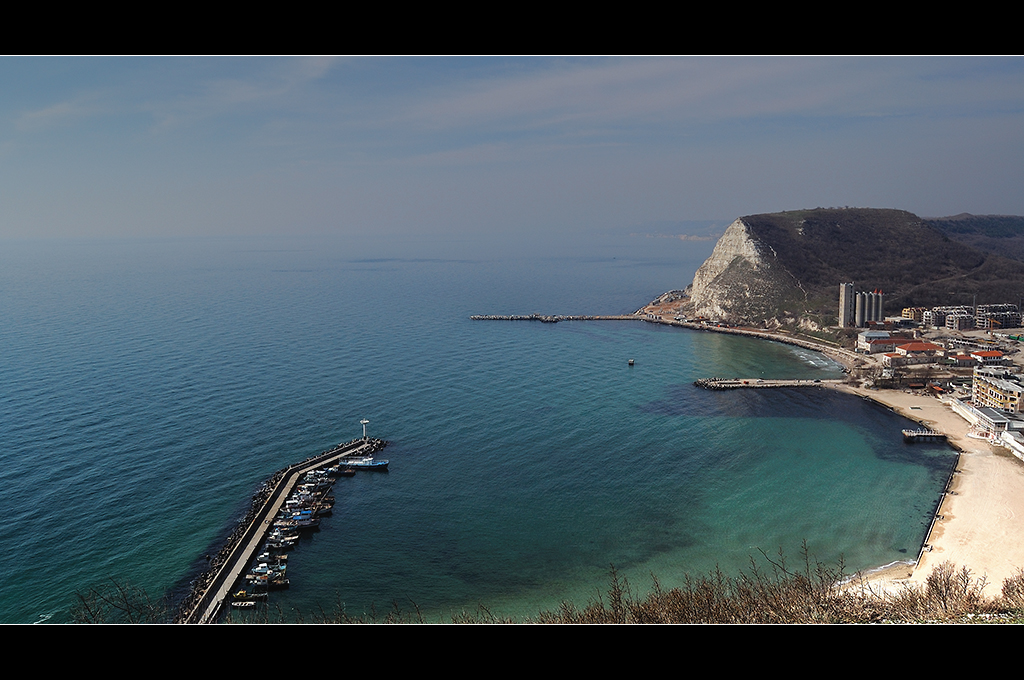
卡瓦爾納景色

7世紀，阿斯巴魯赫率領的保加爾人和斯拉夫人征服了這裡，破壞了東羅馬帝國的城市，建造了新的城市，這裡成為保加利亞第一帝國的一部份。中世紀後期，城市雖有發展，卻也成為韃靼人襲擊的對象。14世紀時，城市是卡爾武納大公国的一部份。大公國是在保加利亞第二帝國的特爾特爾家王朝時期從帝國分裂出來的實際上的獨立國家，由巴利庫（ / Balik）和多布羅提察統治。多布里奇、多布羅加等地名就是來自于大公多布羅提察。
1397年，城市被奧斯曼帝國破壞，化為無人之地。17世紀時再次開始有人居住，城市開始復興。卡瓦爾納這個名字在15世紀首次在文獻中出現。
卡瓦爾納在古代至中世紀都是經濟和文化的據點，在這裡發現了要塞和基督教的巴西利卡、教堂等眾多遺跡。
在卡瓦爾納發現的值得一提的工藝品有各時代的硬幣和金装飾品、色雷斯人的金質寶物等。15世紀至19世紀期間，卡瓦爾納這個名字的知名度逐漸提高，開始有基督教徒居住，并成為小麥的輸出據點。這一時期的土耳其式浴場和墓地、橋、泉、基督教教堂等建築保存至今。
俄土戰爭期間，保加利亞人和加告茲人等卡瓦爾納的基督教徒抵抗了非正規兵（Bashi-bazouk）和希爾克斯人。保加利亞解放之後，卡瓦爾納是保加利亞公國的一部份。20世紀初期，卡瓦爾納實現了快速的經濟發展，成為經濟和文化的據點。卡瓦爾納在第二次巴爾幹戰爭之後的1919年被劃入羅馬尼亞統治，當地的保加利亞人居民和內部多布羅加革命組織曾展開抵抗。1940年，按照克拉約瓦條約，卡瓦爾納再次劃入保加利亞。

## 人口
| 卡瓦爾納 | 卡瓦爾納           | 卡瓦爾納 | 卡瓦爾納 | 卡瓦爾納 | 卡瓦爾納 | 卡瓦爾納 | 卡瓦爾納 | 卡瓦爾納 | 卡瓦爾納 | 卡瓦爾納 | 卡瓦爾納 | 卡瓦爾納 | 卡瓦爾納 |
| --- | ------------------ | -------- | -------- | -------- | -------- | -------- | -------- | -------- | -------- | -------- | -------- | -------- | -------- |
| 年份 | 1887               | 1910     | 1934     | 1946     | 1956     | 1965     | 1975     | 1985     | 1992     | 2001     | 2005     | 2009     | 2011     |
| 人口 | 無資料             | 無資料   | 無資料   | 5,652    | 7,053    | 8,300    | 10,881   | 12,033   | 12,139   | 11,479   | 11,415   | 11,397   | ??       |
| | 最大人口數?? 在 ?? |          |          |          |          |          |          |          |          |          |          |          |          |
| 來源：National Statistical Institute，citypopulation.de，pop-stat.mashke.org，Bulgarian Academy of Sciences |                    |          |          |          |          |          |          |          |          |          |          |          |          |

## 建築物和博物館

### 多布羅加海洋館
多布羅加海洋館是一座小型海洋博物館。位於土耳其式浴場的附近。這座建築建造于15世紀，為石造建築，曾是熱鬧的浴場。位於通往大海的山谷的入口處，距市中心約有500米。這裡展出了在海底調查中發現的眾多石錨、壺、陶器等物品。不同時代的硬幣和色雷斯人的黃金寶物則收藏在寶物館。

### 博物館
卡瓦爾納博物館位於當地的圖書館內，展示了城市數千年來的歷史文物。在這裡可以看見從古代起當地人的生活用品。還展示了史前時代的洞窟的住宅和多種道具、保加利亞解放戰爭時期使用的槍、步槍、手槍，以及衣服和隨身工具、民族服裝等民俗學展品。

### 民俗學博物館
民俗學博物館建于19世紀末，其所在建築物曾是一位富豪的家。博物館內展示了當時人們的文化和物品。展示有典型的多布羅加家庭的樣子，以及和人們的文化及日常生活相關的物品。博物館被桑樹和牡丹、鬱金香所環繞。

### 教會
聖喬治教堂建于1836年，聖母就寢教堂建於1860年。兩座教堂在奧斯曼帝國統治期間至保加利亞解放之後，均作為教育和文化的據點發揮了重要的作用。

### 古泉
在通往港口的山谷內有12處泉眼，其中有一部份被破壞，其他的都得到修復。泉水噴湧量相當大，形成了小河。

## 文化
自2004年起，卡瓦爾納就是保加利亞的音樂重鎮之一。在卡瓦爾納舉行過數場搖滾演唱會。
2005年，深紫在這裡舉行演唱會。其他在卡瓦爾納舉行演唱會的有名樂隊有：德國重量級搖滾及重金屬樂隊蝎子樂隊、阿克賽爾·魯迪·佩爾、伽馬射線樂隊、Masterplan、DESTRUCTION等。2005年8月27日，德國樂隊ACCEPT在這裡舉行了其最後一場演唱會。卡瓦爾納還有白色首腦的歌手大衛高華德的壁畫。
2006年，城市的演唱會傳統更加發展，除了金屬樂隊之外，其他流行及舞曲音樂的音樂家也在卡瓦爾納舉行演唱會。例如俄羅斯的流行歌手菲利普·基里科羅夫（Филипп Киркоров）在9月舉行了演唱會。
2007年，黑色安息日、約翰·勞頓樂隊、戰士幫合唱團、摩托頭、羅伯特·普蘭特、羅尼·詹姆斯·迪奥在卡瓦爾納舉行演唱會。2008年，戰士幫合唱團又來到卡瓦爾納，舉行了五小時的演唱會，創造了重金屬演唱會的最長紀錄。在這之後的兩天內還舉行了愛麗絲·庫珀、超級殺手合唱團、烈焰斜神的演唱會。

## 其他
- 南極的南設得蘭群島利文斯頓島的卡爾維納洞窟是得名于卡爾維納。
- 戰士幫合唱團在2007年和2008年的演唱會上演唱了保加利亞國歌「親愛的父母邦」。

## 畫廊

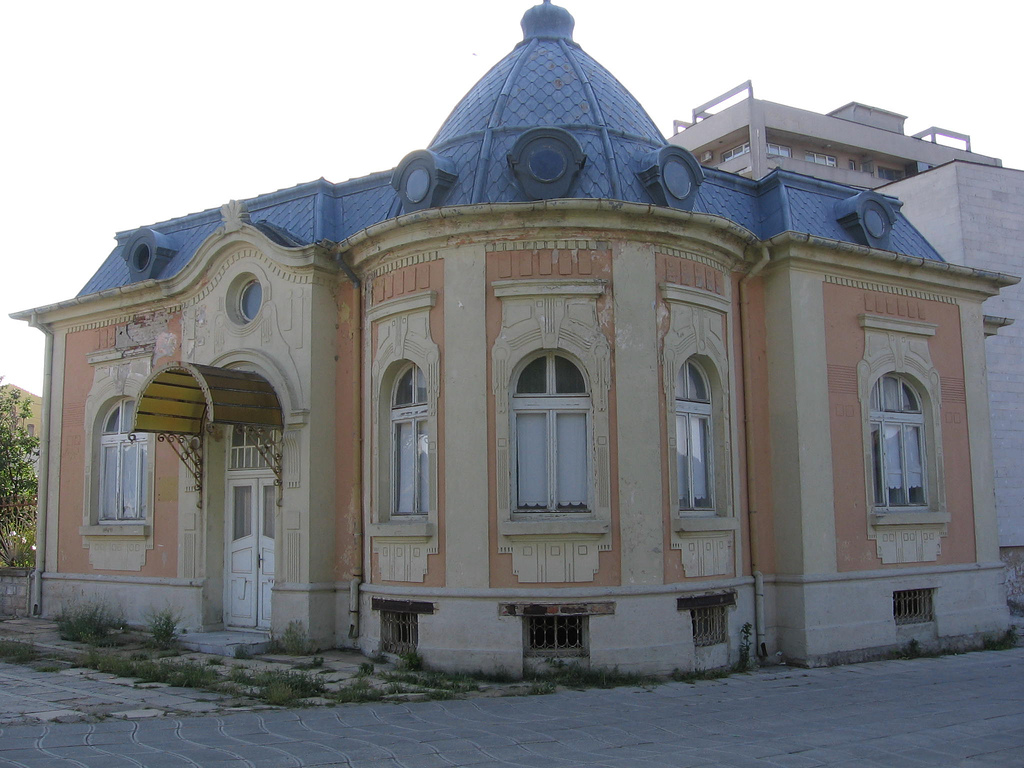
卡爾維納建築
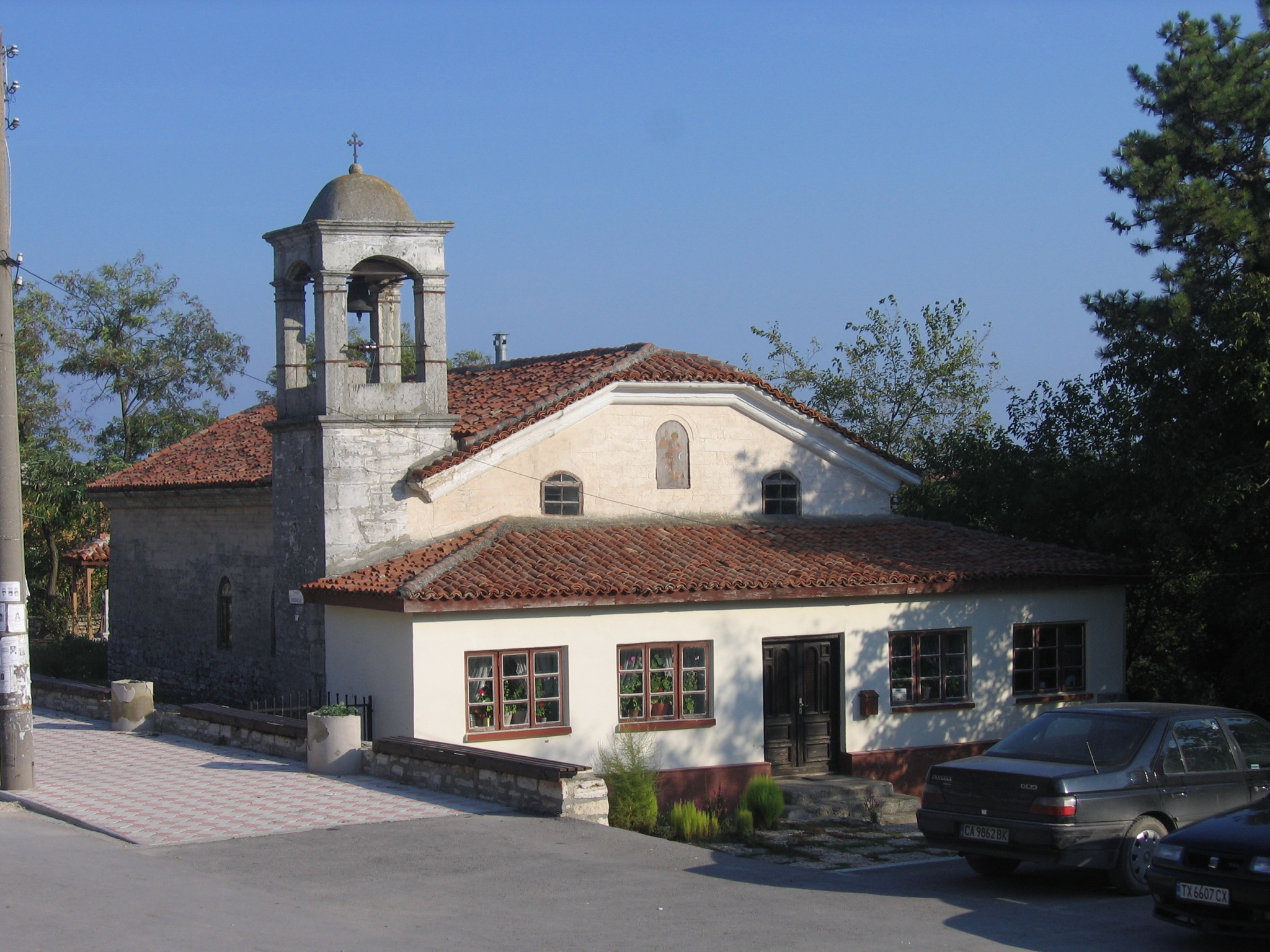
卡爾維納的教堂
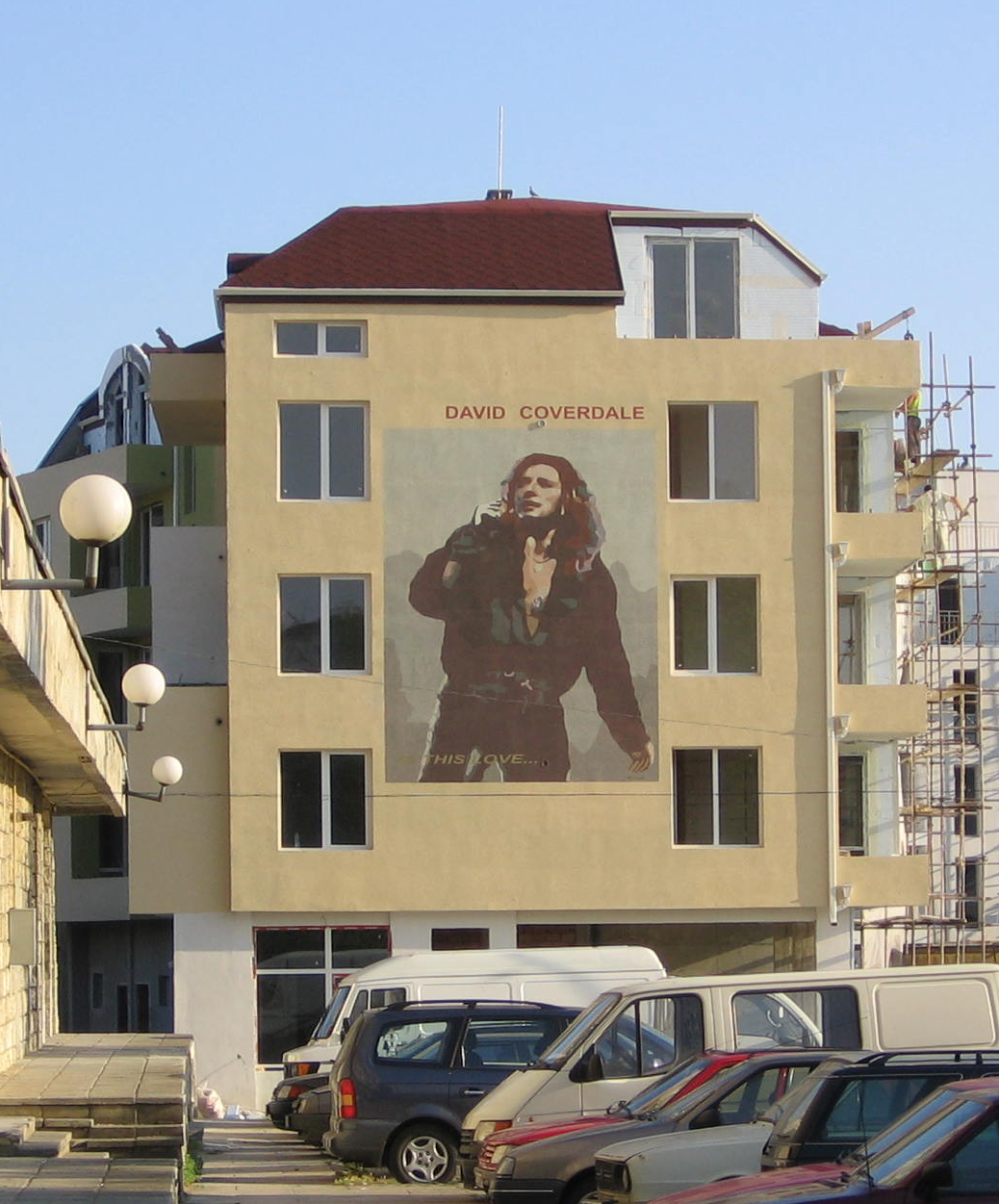
大衛·高華德的壁畫

## 外部連結
- Official homepage（页面存档备份，存于）
- Guide to Kavarna municipality（页面存档备份，存于）
- Economy, Investments, Tourism and Development (article)
- Interactive map of Kavarna